# Yoo Il-ho
Dans ce nom coréen, le nom de famille, Yoo, précède le nom personnel.
Yoo Il-ho (en coréen : 유일호), né le 3 mai 1955, est un homme d'État sud-coréen, vice-Premier ministre et ministre de la Stratégie et des Finances du 13 janvier 2016 au 31 mai 2017, puis Premier ministre par intérim du 11 au 31 mai 2017.